# Durmart le Galois
Durmart le Galois (également orthographié Li romans de Durmart le Galois, ou plus brièvement Gallois, voire roman de Durmart ) est un roman médiéval rédigé en ancien français, et avec des particularismes dialectaux picards. Ce roman est daté de la première moitié du XIIIe siècle (probablement autour de 1220 ou 1230). Il a été édité pour la première fois par Edmund Stengel en 1873.
Le texte comprend environ 16 000 vers en décasyllabes. Le roman conte les aventures de Durmart, le chevalier le plus accompli de son temps, fils du roi des Gaules et d'Andelise, fille du roi du Danemark.